# Rinchen Terdzö
Rinchen Terdzö (tib.: rin chen gter mdzod (chen mo); „(Großer) Schatz wiederentdeckter Lehren“) ist die bedeutendste und umfangreichste Sammlung tibetischer Terma-Literatur. Er zählt zu den als „Fünf große Schätze“ (tib.: mdzod chen lnga) bekannten Werken des Jamgön Kongtrül Lodrö Thaye (1813–1899).
Der Rinchen Terdzö beinhaltet vorwiegend Termas der Nyingma-Schule des tibetischen Buddhismus von Meistern wie Padmasambhava, Vimalamitra und Vairotsana und deren vertrautesten Schülern. Er umfasst die Terma-Traditionen des Choggyur Lingpa (1829–1870), Jamgön Kongtrül Lodrö Thayes (1813–1899) und Jamyang Khyentse Wangpos (1820–1893) sowie zahlreiche unterschiedliche, von der Auslöschung bedrohte, alte Terma-Traditionen in der Überlieferung dieser drei großen osttibetischen Lamas. Außerdem enthält der Rinchen Terdzö auch Belehrungen der Bön- und der Kama-Tradition (tib.: bka'-ma).
Die erste Drucklegung des Rinchen Terdzö wurde im Jahre 1875 in dem osttibetischen Kloster Pelpung begonnen und umfasste 60 oder 61 Bände. Die zweite, durch die Kataloge der Staatsbibliothek Berlin inzwischen vollständig bibliographisch erschlossene Drucklegung führte der 15. Karmapa Khakhyab Dorje (1871–1922) im Kloster Tshurphu im Umfang von 63 Bänden durch. 1976 ließ Dilgo Khyentse Rinpoche eine weitere Ausgabe des Rinchen Terdzö in Paro in Bhutan drucken, die 111 Bände umfasst. Sie basiert auf der Tshurphu-Ausgabe, wurde aber um Ergänzungstexte aus der Pelpung-Version und um zusätzliche, für die Praxis als erforderlich angesehene Texte erweitert. 